# Carl Ruggles
Carl Ruggles (11. februar 1876 – 24. oktober 1971) var en amerikansk komponist. 
Han søgte at anvende 12 toners ligeberettigede og at undgå treklange og tonale forbindelser. Musikken kan minde om den atonale musik hos Webern, den er koncentreret om sparsomlighed i sit udtryk, og den synes som regel at være konstrueret ud fra nogle få melodiske intervaller. Han arbejdede imidlertid intuitivt og anvendte ikke bevidst tolvtoneteknik.